# 蓮華温泉
蓮華温泉（れんげおんせん）は、新潟県糸魚川市にある温泉である。中部山岳国立公園区域内の標高1,475mの高所に位置する。自家発電の温泉宿のため、21時には消灯される。

## 泉質
- 酸性硫黄泉（硫化水素型、泉温32℃、薬師湯、三国一ノ湯に給湯） [2]
- 単純硫黄泉（仙気ノ湯に給湯）[2]
- 含硫黄マグネシウム炭酸水素塩泉（黄金湯に給湯）[2]
- 単純温泉（泉温81℃、総湯に給湯）[2]

リウマチ、皮膚病、胃腸病、眼病などに効能がある（いずれも効能はその効果を万人に保証するものではない）。

## 温泉街
「蓮華温泉ロッジ」だけが営業している一軒宿の秘湯（2020年までに日本秘湯を守る会から脱退している）。周囲に温泉街は存在しない。蓮華温泉ロッジ本館の西側にはキャンプ場が併設されている。
例年3月20日頃 - 10月20日頃の季節営業であり（一般客が入れるのは6月下旬から）、期間外はアクセス道路も閉鎖される。白馬岳や朝日岳などの登山拠点でもあり、春の残雪期には山スキーヤーにも利用されている。本館と別館があり、本館は食堂・売店と相部屋、内湯があり、別館は個室向けの部屋がある。
蓮華温泉ロッジは本来山小屋であるため、個室であっても部屋にテレビがない、食事は食堂で他のグループと詰めあわせて一斉に食べ、食事時間も夕食は17時30分頃、朝食は6時頃とかなり早い、浴衣などがない、チェックアウト時間が8時30分と一般旅館よりも早いなどの点を理解して宿泊する必要がある。また、自家発電なので21時頃以降は客室は消灯となり懐中電灯の持参が必要となる。廊下、トイレ、浴室も最低限の常夜灯のみになる。最混雑期は相部屋でしか宿泊できない場合がある。逆にチェックイン時間は13時とされているものの、実際には部屋の掃除が終われば午前中でも部屋を使用できる。

### 浴場
蓮華温泉には内湯である「総湯」と4か所の露天風呂があるが、3種類の泉質が混在する。露天風呂はロッジから山道を5分から15分ほど歩いた場所に散在している。
内湯
- 総湯
  - 単純温泉[2]
  - ロッジの建物の中の内湯。秘湯とは思えないほど近代的に改築されており、日帰り温泉としての利用もできる。

露天風呂

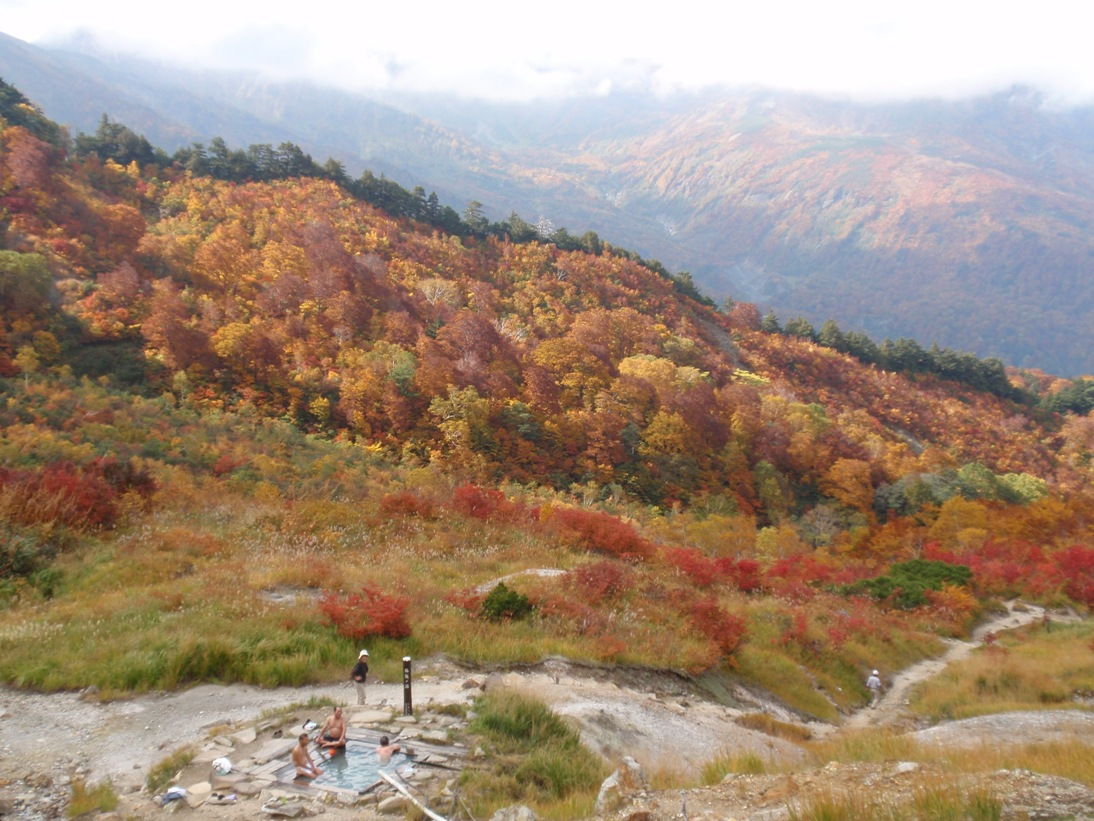
秋の仙気の湯

（どの露天風呂にも更衣室の類は一切なく、衣服は湯船脇の木や石の上に置く）
- 仙気の湯
  - 単純硫黄泉[2]
  - 蓮華温泉を代表する露天風呂。高台に位置し展望が良く、湯船も露天風呂の中では一番広い。元は「疝気の湯」と記した。疝気とは下腹部が痛む病気で、それに効くという意味。現在は仙人気分になることができる湯という意味。湯はわずかに白濁している。
- 黄金湯
  - 炭酸水素塩泉[2]
  - ロッジから一番近い露天風呂。林間に位置し展望はあまりないが、湯量も豊富。かつては土で濁り黄色っぽい湯の色をしているのでこの名がある。現在はほぼ透明である。

- 薬師湯
  - 酸性硫黄泉[2]

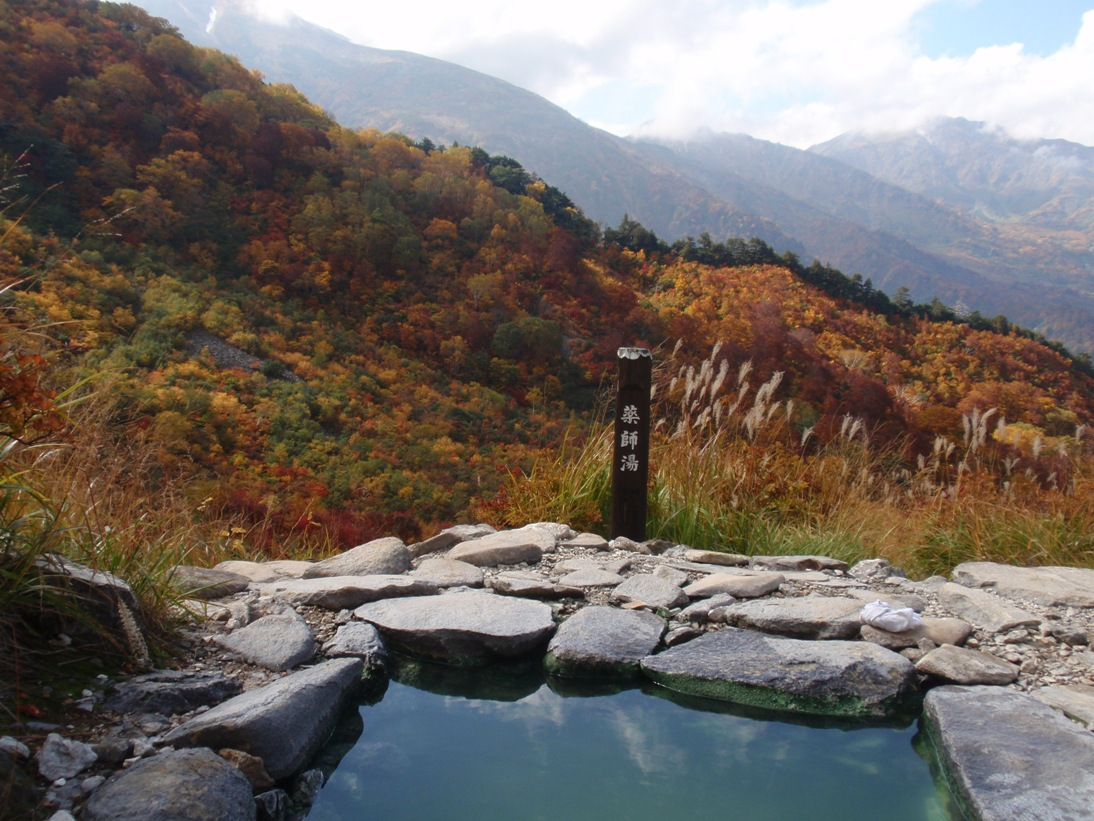
秋の薬師の湯

  - 一番高台にある露天風呂。少々小ぶりの石組の湯船。行止りの場所にあるため、女性の貸切状態になることがある。
- 三国一の湯
  - 酸性硫黄泉[2]
  - 三国一とは、日本・中国・天竺の3か国で一番という意味だが、現在は湯量が少なく1人入ったらいっぱいの小さな湯船。泉温が低すぎる時も多く、爽快感に欠ける露天風呂。

かつては「新黄金の湯」と「蒸湯」というのもあり、「蓮華七湯」と総称した。
夜、露天風呂に入るには懐中電灯が必要となる。露天風呂に夜入り、懐中電灯を消すと天候が良ければ満天の星が望める。

## 歴史
- 1617年（元和3年） - 上杉謙信が南西2.8 kmの雪倉岳の東山腹に雪倉銀山を開発し、明治末まで約300年採掘が行われた[3]。その際に温泉が、発見されたと伝えられる歴史を持つ。温泉名の由来は、白馬岳の越中・越後側の名称・蓮華岳による。かつては猟師や樵に愛用され、やがて不便な山奥ながら湯治場として発展する。
- 1818年-1829年（文政年間） - 湯屋が建設され、期間中に建物の火災も発生したと伝えられる[4]。
- 1848年（嘉永元年） - 本格的な湯宿となったといわれている[3]。
- 1894年（明治27年） - 日本アルプスを世界に紹介したイギリス人宣教師・ウォルター・ウェストンが、この温泉に宿泊して白馬岳に登頂した[5]。
- 1976年（昭和51年）10月15日 - 1933年（昭和8年）以降平岩駅から順次延伸されていった車道（一部区間は新潟県道505号入ノ平白馬線）が、蓮華温泉まで到達した。それまでは、車道の終点のバス停から延々と歩く登山者だけの温泉だった[6]。
- 1977年（昭和52年）、1986年（昭和61年） - 左記2度の改修により現在の2階建ての温泉宿となる[6]。
- 1994年（平成6年）春 - 夏にかけて記録的な小雨のため、露天風呂の源泉が一時的に枯れる。
- 1995年（平成7年）7月11日 - 7.11水害により国道148号、新潟県道505号入ノ平白馬線が寸断。孤立する。道路が復旧したのは翌1996年8月2日。
- 1997年（平成9年） - 新浴場が完成[6]。
- 2011年（平成23年）6月 - 蓮華温泉に通じる道路が、ヒワ平 - 白池の区間で雪解けと雨の影響で崩落し通行できなくなった[7]。復旧したのは8月5日[8]。

## アクセス
公共交通

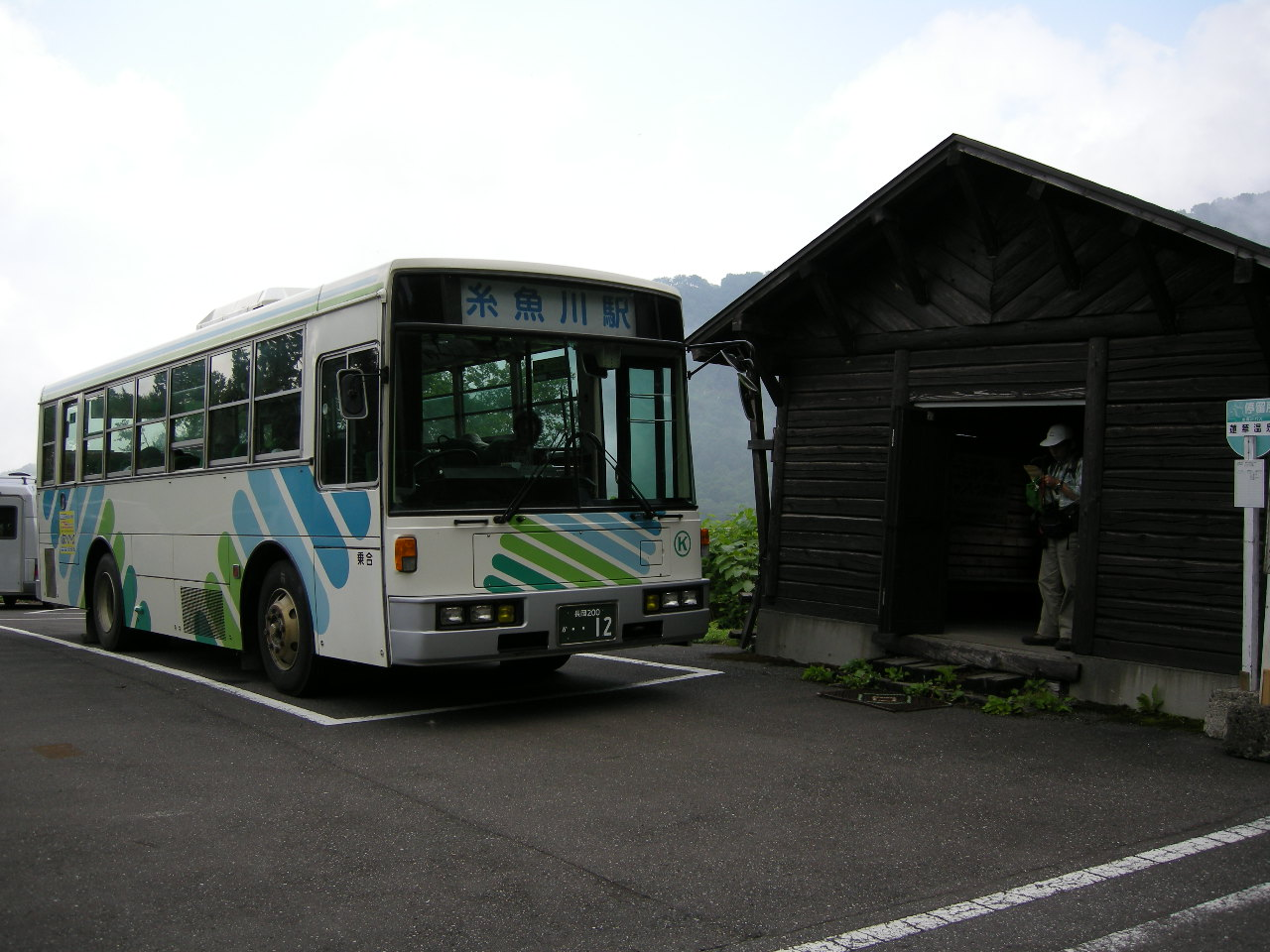
蓮華温泉バス停

- 糸魚川駅アルプス口より糸魚川バス（頸城自動車グループ）「18 白馬岳登山バス（蓮華線）」利用、終点「蓮華温泉」下車（乗車時間：約95分）。7月から10月中旬までの季節運行[9]。
  - 運行開始から8月中旬までは1日4往復が毎日運行されるが、それ以降は2往復が土休日のみ運行される。途中JR大糸線平岩駅前を経由し、南小谷方面の列車に接続する。

なお、バスの運行期間外は自家用車・タクシー・徒歩等でしか行けなくなる。毎年6月頃までは残雪により道路も閉鎖されており、徒歩でしか行けない。
蓮華温泉ロッジから露天風呂
駐車場から少し下ると、蓮華温泉ロッジの新しい建物の前に出る。その建物の前を通り、奥の水飲み場の裏側から登山道に入る。初めは平らな湿った道が続き、数分で露天風呂に到着する。